# Callochiton euplaeae
Callochiton euplaeae är en blötdjursart som först beskrevs av O.G. Costa 1829.  Callochiton euplaeae ingår i släktet Callochiton och familjen Ischnochitonidae. Inga underarter finns listade i Catalogue of Life.